# Сапунов, Алексей Парфёнович
Алексе́й Парфёнович Сапуно́в (15 марта 1851, м. Усвяты — 2 октября 1924, Витебск) — русский историк, краевед и археолог. Автор работ по истории, археологии и краеведению Белоруссии, принадлежал к кругу западноруссистов.

## Биография
Алексей Сапунов родился в православной купеческой семье в местечке Усвяты Велижского уезда Витебской губернии. Образование получил в уездном училище, затем с 1862 по 1869 год учился в Витебской гимназии. Затем поступил на историко-филологический факультет Санкт-Петербургского университета, окончил который в 1873 году со званием кандидата. Был оставлен на кафедре, но в этом же году был вынужден вернуться в Витебск из-за болезни глаз и необходимости отрабатывать министерскую стипендию. Там он стал преподавать латинский и греческий язык в Александровской гимназии. Печататься Сапунов начал с 1881 года, в котором был опубликован его очерк «Исторические сведения про Витебский замок» в «Памятной книжке Витебской губернии на 1881 год». С этого времени он начал публиковать свои работы по истории и краеведению. В 1892 году в Витебске по инициативе Евдокима Романова и с благословения архиепископа Полоцкого и Витебского Антонина было основано церковно-археологическое древлехранилище, организация работы которого была поручена Сапунову совместно с Василием Говорским. Сапунов преподавал до 1896 года, а затем, в 1897 году, служил в Москве помощником инспектора в университете до 1901 года. В том году он устроился секретарём губернского статистического комитета в Витебске, где служил до 1917 года. Избирался почетным мировым судьей Витебского уезда. Был членом «Союза 17 октября».
В 1907 году был избран в члены III Государственной думы от Витебской губернии съездом землевладельцев (Сапунов являлся землевладельцем Витебского уезда, имел сорок десятин и дом в Витебске). Входил во фракцию «Союза 17 октября». Состоял членом земельной и о чиншевом праве комиссий.
В 1909 году Сапунов принял участие в создании и работе Витебской учёной археографической комиссии, церковно-археологического музея. Преподавал в Витебском отделении Московского археологического института (1911—1924) и в Витебском институте народного образования. С 1913 года профессор. Дослужился до чина действительного статского советника (1911).
Сапунов являлся почётным членом многих научных обществ и комиссий в Витебске, Москве, Петербурге, Могилёве, был почётным гражданином города Велиж. Награждён золотой Уваровской медалью Российской академии наук.
Скончался 2 октября 1924 года в Витебске, похоронен на Тройчанском (Троицком) кладбище. Его именем в 1987 году названа улица в Витебске. У  входа в  здание ВГУ стоит бюст Алексея Сапунова.

## Награды
- Орден Святого Станислава 2-й ст. (1887);
- Орден Святой Анны 2-й ст. (1893);
- Орден Святого Владимира 3-й ст. (1915).
- Медаль «В память коронации императора Александра III»;
- Медаль «В память 300-летия царствования дома Романовых».

## Труды
Некоторые труды А. П. Сапунова:
- Сапунов А. П. Витебская старина. (в 5 томах)
  - т. I, Витебск, 1883 — материалы о городе Витебске.
  - т. II — материалы по истории городов Витебской губернии (не издан).
  - т. III — материалы по истории городов Витебской губернии (не издан).
  - т. IV, часть I и часть II — документы о событиях на Витебщине во время Ливонской и русско-польской (1654—1667) войн.
  - т. V, часть I и часть II, Витебск, 1888 — материалы для истории Полоцкой епархии, упразднении униатской церкви. — 447 с.
- Польско-литовское и русское законодательство о евреях. (ib., 1884).
- Инфлянты. (ib., 1886).
- Сапунов А. П. Двинские или Борисовы камни. — Витебск: Типография Витебского Губернского Правления, 1890. — 31 с.
- Заметка о коллегии и академии иезуитов в Полоцке. (ib., 1890).
- Сапунов А. П. Река Западная Двина: Историко-географический обзор. — Витебск: Типо-Литография Г. А. Маркина, 1893. — 640 с.
- Сапунов А. П. Материалы по истории и географии Дисненского и Вилейского уездов Виленской губернии. — Витебск: Губернская Типо-Литография, 1896. — 142 с.
- Сапунов А. П. Памятники времён древних и новейших в Витебской губернии. — Витебск: Типо-литография Бр. Г. и П. Подзенских, 1903. — 97 с.
- Сапунов А. П. Архив Полоцкой духовной консистории / А. П. Сапунов. — Москва: Печатня А. И. Снегирёвой, 1898. — 102 с.
- Сапунов А. П. Архивы в городах Могилёве губ. и Минске / А. П. Сапунов. — Москва: Печатня А. И. Снегирёвой, 1902. — 14 с.
- Университет в Полоцке, 1908.
- Белоруссия и белоруссы, 1910.
- Историко-статистический очерк Витебска.